# Ariadna weaveri
Ariadna weaveri là một loài nhện trong họ Segestriidae.
Loài này thuộc chi Ariadna. Ariadna weaveri được Joseph A. Beatty miêu tả năm 1970.